# Donikkl

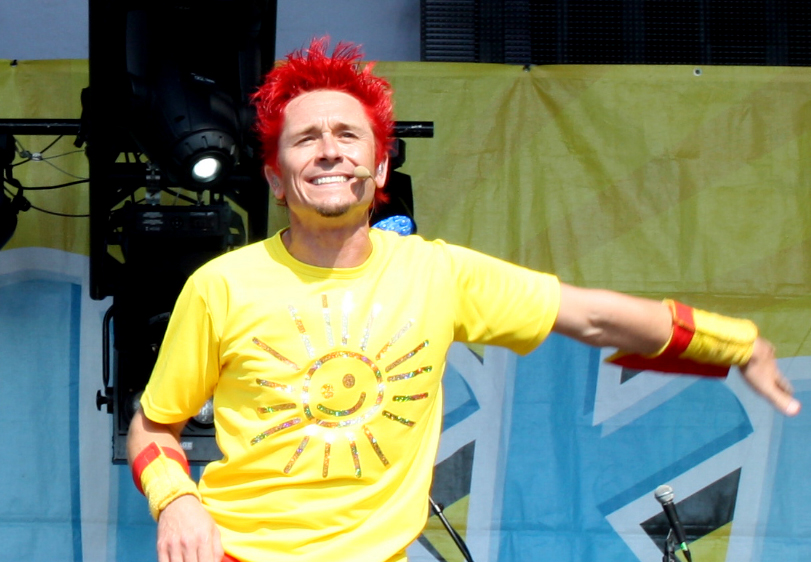
Donikkl auf einem Konzert

Donikkl (* 1976 in Kelheim; bürgerlich Andreas Donauer) ist ein deutscher Produzent, Musiker, Komponist, Texter und Pädagoge. Überregional bekannt wurde er mit dem Titel So a schöner Tag (Fliegerlied).

## Karriere
Donikkl produziert in seinem Tonstudio neue deutsche Kindermusik in Band-Besetzung. Sein erfolgreichster Titel ist So a schöner Tag (Fliegerlied), dessen Text und Musik er bereits 2002 schrieb. Er erreichte damit 2008 die Singlecharts und erhielt mehrere goldene Schallplatten und Musik-Auszeichnungen. Das Lied wurde in verschiedenen Sprachen gecovert. Donikkl wurde unter anderem mit dem Multikulturellen Liedpreis von WDR und Funkhaus Europa, mit dem Bayerischen Staatspreis für Musik und mit dem Kulturpreis 2010 des Landkreises Kelheim ausgezeichnet. Seine Musik ist Genre-übergreifend, der inhaltliche Schwerpunkt ist Kinder stark machen.
Donikkl ist Dozent für „Musik und Bewegung“ an der Musikakademie Schloss Alteglofsheim, und trägt den Titel „Botschafter Niederbayerns“. 2012–2016 war er im Auftrag des Bayerischen Umweltministeriums auch als offizieller Kinder-Klimabotschafter tätig und mit dem Musik-Theater Energie! in Kindergärten, Grundschulen und Veranstaltungen rund um das Thema Energie zu sehen. 2015 wurde er mit der Bayerischen Staatsmedaille für besondere Verdienste um die Umwelt ausgezeichnet.
Unter seinem Label Donikkl-Productions produziert er Musik-Alben, Musik-Hörspiele wie Donikkls kleine Monster, Textilien, Bücher, Videoclips und Auftragsarbeiten. 2012 wurde das Label mit dem Eyes & Ears Award ausgezeichnet (Produktion des TOGGO-Songs von Super RTL).
Donikkl spielte live sogenannte „Mitmach-Konzerte“ für Kinder und Familien. Inzwischen konzentriert er sich auf Musikproduktionen im Tonstudio und spielt nur noch wenige Unplugged-Konzerte. Unter seiner Leitung gestalten Künstler-Teams der Donikkl Crew, ein Zusammenschluss aus Sängerinnen und Sängern, Kinder-Mitmach-Konzerte.

## Bandmitglieder

### Donikkl unplugged Band
- Donikkl (Gesang, Gitarren)
- Erich der Koch (Schlagzeug, Gesang)
- Tabea (E-Piano, Gesang)
- Irmi (Kontrabass, Gesang)

### Ehemalige Bandmitglieder
- Moped Moatl
- Wenne Wusl
- Ameisen Michl
- Peter Trom
- Rodscha aus Kambodscha und Tom Palme
- Kirby Kobold
- Cowboy Kört
- Kathi Kirsch
- Minna von Starkstrom

## Kritiken
„Es ist mitreißend zu beobachten, wie der Kultmusiker, dessen Lieder um die ganze Welt gehen, mit Kindern umzugehen weiß, wie er sie zum Singen und Tanzen bringt“, berichtet die Schwäbische Zeitung. „Er hüpft und springt, wirft die Arme in die Höhe und entwickelt ganz nebenbei eine kleine Choreographie, die die Kinder sofort und aus dem Bauch heraus nachmachen – genauso wie ihre eben noch auf Stühlen sitzenden Eltern“, sagt der Südkurier.

## So a schöner Tag (Fliegerlied)
Einer breiteren Öffentlichkeit wurden Donikkl und seine Band im Jahr 2008 mit dem Song So a schöner Tag (Fliegerlied) bekannt, das zu einem Hit in Festzelten auf vielen Volksfesten wurde, wie etwa auf dem Gäubodenvolksfest oder dem Rosenheimer Herbstfest. Auch auf dem Münchner Oktoberfest wurde das Lied 2008 als Wiesn-Hit bezeichnet.
Das Stück wurde unter anderem von Sandra Stumptner unter dem Künstlernamen Antonia aus Tirol gecovert, jedoch musikalisch ein wenig verändert. Die jungen Zillertaler hatten im Oktober 2008 damit einen Charthit in Deutschland und Österreich. Anfang 2009 machte schließlich Tim Toupet daraus einen Faschingshit, der es bis in die deutschen Top 10 brachte und auch in der Schweiz notiert wurde. Daraufhin kam Donikkl auch in Österreich in die Hitparade. So a schöner Tag (Fliegerlied) wurde 2008 und 2009 zum mit über 50 Versionen meist gecoverten Musiktitel und in viele Sprachen übersetzt. Das Lied erreichte 2010 Goldstatus in Österreich durch die jungen Zillertaler. Im Dezember 2012 wurde unter dem Titel Ski Fliegerlied eine Winterversion veröffentlicht.

## Diskografie

### Studioalben
| Jahr | Titel             | Höchstplatzierung, Gesamtwochen, AuszeichnungChartplatzierungen (Jahr, Titel, Platzierungen, Wochen, Auszeichnungen, Anmerkungen) | Höchstplatzierung, Gesamtwochen, AuszeichnungChartplatzierungen (Jahr, Titel, Platzierungen, Wochen, Auszeichnungen, Anmerkungen) | Höchstplatzierung, Gesamtwochen, AuszeichnungChartplatzierungen (Jahr, Titel, Platzierungen, Wochen, Auszeichnungen, Anmerkungen) | Anmerkungen                        |
| Jahr | Titel             | DE | AT | CH | Anmerkungen                        |
| ---- | ----------------- | --- | --- | --- | ---------------------------------- |
| 2009 | Best of 2001–2009 | DE97 (1 Wo.)DE | — | — | Erstveröffentlichung: Februar 2009 |

Weitere Veröffentlichungen
- 2002: Kinderzimmerparty
- 2003: Baumhausgeschichten
- 2004: Stark wie ein Tiger
- 2005: Grashüpfer
- 2007: Spiel mit mir
- 2008: Rockstar
- 2010: Wir geh'n ab!
- 2012: Der Süden rockt!
- 2013: Lass die Sonne rein!
- 2015: Mach die Welt bunter!
- 2017: Einmal Party zum Mitnehmen, bitte!
- 2020: DISCO
- 2021: Irish Folk Rock für Kinder

Videoalben
- 2006: Live und Kunterbunt
- 2012: Live und Kunterbunt 2

### Singles (Charterfolge)
| Jahr | Titel Album                                      | Höchstplatzierung, Gesamtwochen, AuszeichnungChartplatzierungen (Jahr, Titel, Album, Platzierungen, Wochen, Auszeichnungen, Anmerkungen) | Höchstplatzierung, Gesamtwochen, AuszeichnungChartplatzierungen (Jahr, Titel, Album, Platzierungen, Wochen, Auszeichnungen, Anmerkungen) | Höchstplatzierung, Gesamtwochen, AuszeichnungChartplatzierungen (Jahr, Titel, Album, Platzierungen, Wochen, Auszeichnungen, Anmerkungen) | Anmerkungen                          |
| Jahr | Titel Album                                      | DE | AT | CH | Anmerkungen                          |
| ---- | ------------------------------------------------ | --- | --- | --- | ------------------------------------ |
| 2008 | So a schöner Tag (Fliegerlied) Best of 2001–2009 | DE24 (20 Wo.)DE | AT56 (3 Wo.)AT | — | Erstveröffentlichung: September 2008 |
| 2009 | Aram Sam Sam Best of 2001–2009                   | DE99 (1 Wo.)DE | — | — | Erstveröffentlichung: September 2009 |